# Костёл Святых апостолов Петра и Павла (Копыль, 1864)
Костёл Святых Апостолов Петра и Павла — несохранившаяся римско-католическая церковь в городе Копыль в юго-западной части Минской области Белоруссии.

## История
Костёл в Копыле был построен из дерева в 1439 году Михаилом, сыном Жигимонта Кейстутовича, великого князя литовского. Спонсор и более поздние наследники одаривали церковь богатыми пожертвованиями так, что в 1842 году, после кассации церковных имений, Копыльский приход имел 4 участка земли и 280 рублей ренты. В 1856 году здание церкви сгорело, а в 1859 году на пожертвования помещика Райтона и прихожан начали новое.

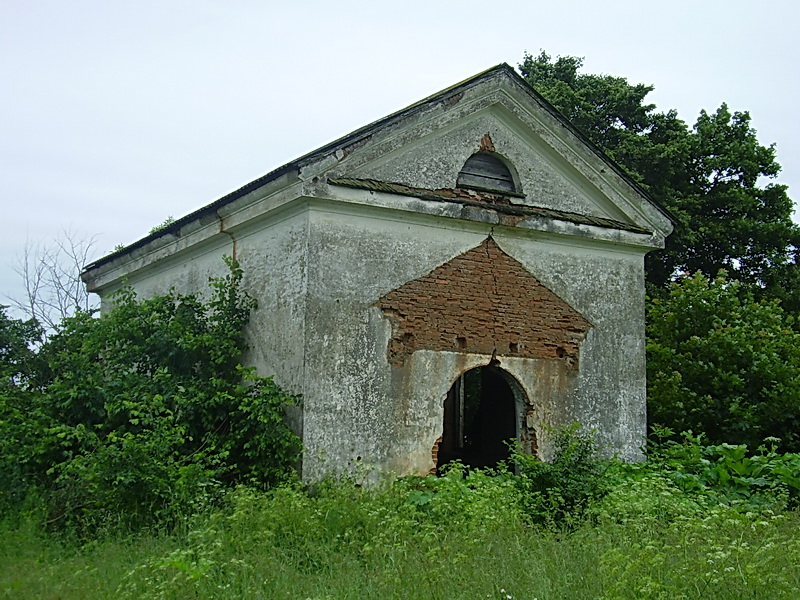
Кирпичная часовня в д. Усово 2009.

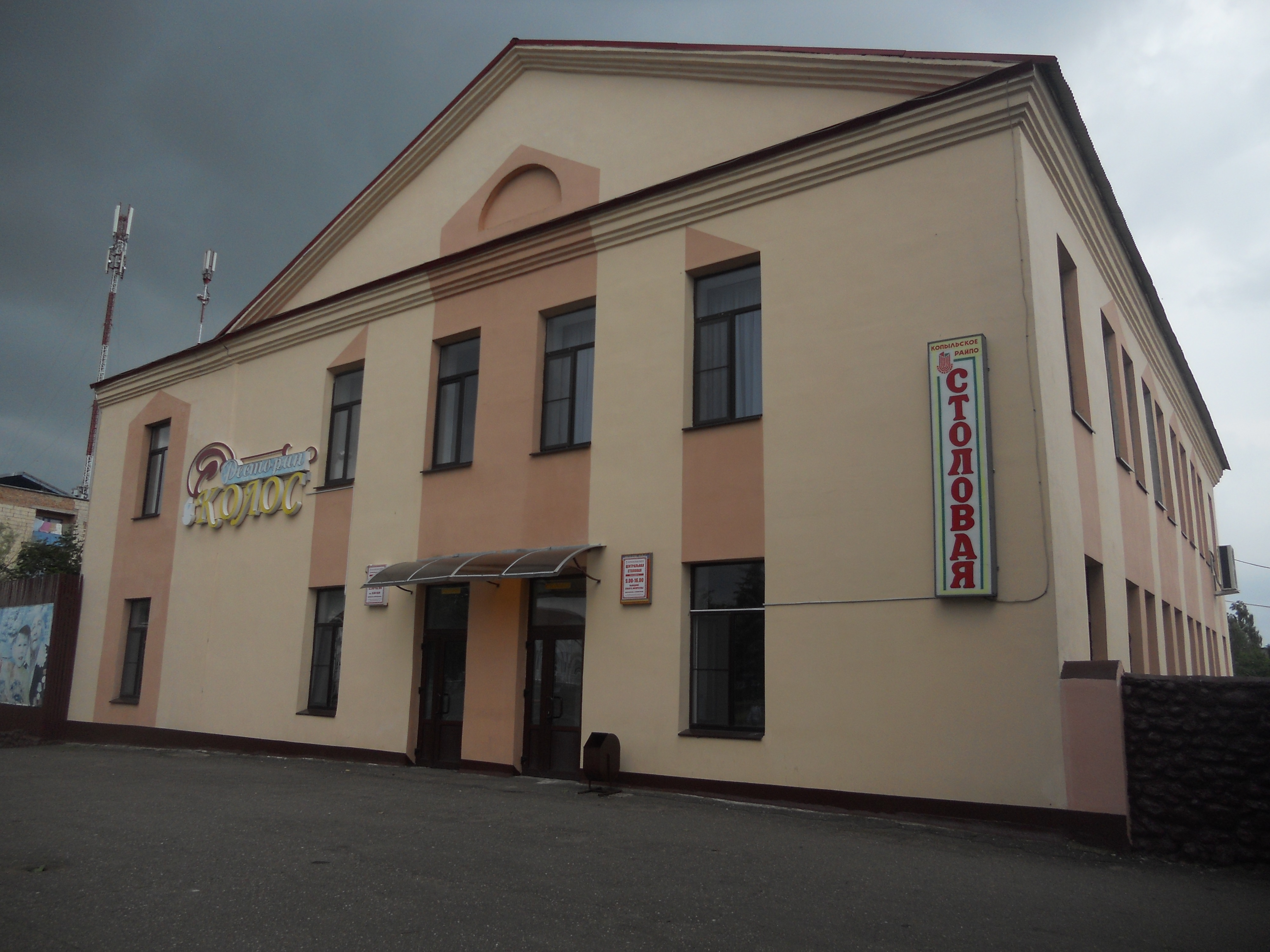
Ресторан «Колас» в Копыле на месте разрушенного здания костёла

Новый кирпичный Копыльский римско-католический храм Могилевской архидиоцеза слуцкого деканата Минской губернии был построен на средства прихожан с разрешения епархиального начальства. Краеугольный камень был заложен 29 июня 1859 года, а завершено строительство было в 1864 году.
В 1908 году священник Юзефа Зноски достроил колокольню в неоготическом стиле. Высота колокольни составляла 45 аршин. В правой звоннице три колокола: большой «Киприан» весом 25 пудов, подаренный родственниками Киприана и Юзефа Захорских в память 25-летия их брака, средний колокол «Юзеф» — 14 пудов и самый маленький" Рох" — 7,5 пудов. Колокольню освятил священник слуцкого деканата Ян Сяклюцкий.
В 1911 году крыша была покрыта оцинкованным листом, под большим алтарем была построена башенка с подписью, башня покрыта оцинкованным листом, на ней крест, выкованный из железа. Водостоки были из цинкового 15-фунтавай жести. Среди колоколен — фасад с крестом. Костельный двор с трех сторон был обнесен каменной оградой, а с четвёртого — частоколом.
В приходе были часовни: каменная в с. Усово (1863 г.), деревянная в местечке Рымя (построена помещиком Аколовым), кирпичная в имении Бобовня (построена помещицей Троскалевской), деревянная часовня св. Роха на кладбище в Копыле. Праздничные церковные праздники: св. Петра и Павла, св. Роха, пять праздников Богородицы, Пятидесятница, Всех Святых. Церковь имела привилегии, данные Святителю Дзенишевичу и Епископу Унуковскому. В часовне св. Роха была чудотворной иконой. Число прихожан на 1912 год составляло 3830 человек.
Кирпичное здание церкви пережило Первую и Великую Отечественную войну и было разрушено в 1950-х годах. Сейчас на месте храма находится ресторан «Колас». По свидетельству старожилов Копыля, во время Второй мировой войны церковь была превращена немцами в конюшню, а в 1950-х годах из частей стен церкви был построен ресторан, сохранившийся до наших дней.

## Описание

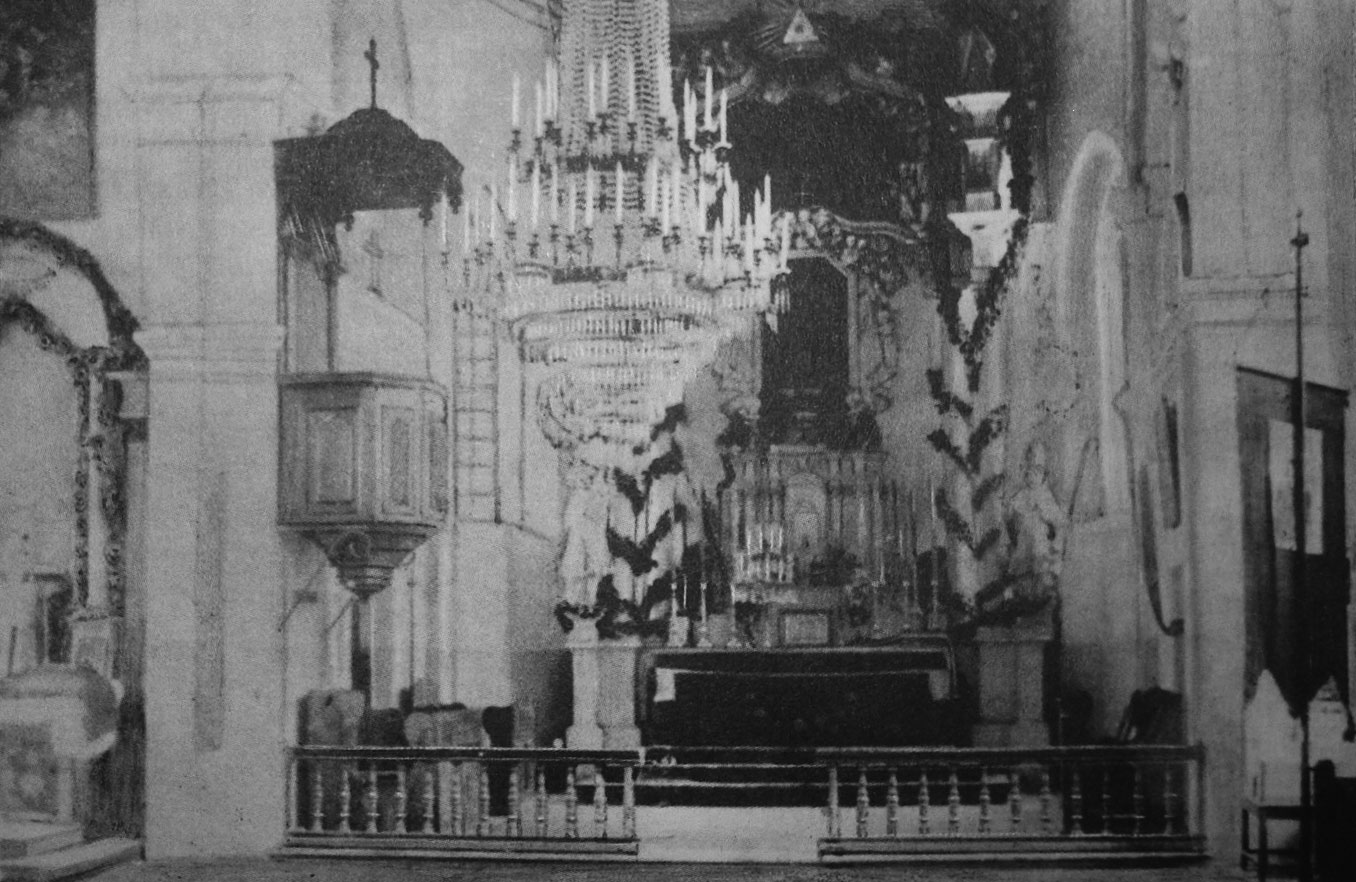
Внутреннее убранство Копыльской костёла, 1914 год.

Здание церкви было оштукатурено внутри и снаружи. Пол и потолок были обшиты досками. В хорах — орган. В церкви три престола. Главный алтарь большой, резной по дереву, на четырёх столпах, в алтаре крест с фигурой Иисуса Христа, накрыт иконой Божией Матери. На самом верху алтаря две иконы св. Апостолы Петр и Павел, холст. Второй престол с правой стороны деревянный, с иконой Богородицы. Третий престол — св. Антония, деревянная, с двумя иконами на холсте. У каждого престола мраморные камни с мощами святых мучеников. Особое внимание привлекают два халата: один красный из слуцкого пояса, другой из персидского.
В храме хранилось 14 Крестных стоянок Иисуса Христа и восемь икон. Часть имущества досталась от ликвидированного доминиканского Несвижского римско-католического костела. В церковном архиве велись регистрационные книги: О рождении и браке с 1700 по 1912 г.; О браках, часть II с 1791 по 1912 год; О добрачных осмотрах с 1828 по 1912 год; Об умерших с 1802 по 1912 год.
Хозяйственные постройки возле церкви: плебаний — дом из сосновых бревен, построенный в 1887 г., длина — 31, ширина 14,5 аршина, на каменном фундаменте, крыша драновая, пол везде двойной; тюк сена длиной 28, шириной 7 аршин; каретная; конюшня; сарай; два небольших амбара; дом для органиста; амбар на каменном фундаменте; ледник; топливный сарай; дом для христианина.
Усадьба была обнесена глухим забором высотой 3,5 аршина. Сад и огород, сенокос, земля под церковь находились в казенной усадьбе Кокоричи. Копыльская парафия граничила с приходами Узденского, Несвижского, Слуцкого и Тимковицкого.

## Священники
- Виктор Викторович Зенкевич (1903—1904)
- Томас Чайковский (1906)
- Иосиф Зноска (1907—1916)